# Recensement des États-Unis de 1940
Le recensement des États-Unis de 1940 est un recensement de la population lancé en 1940 le 1er avril aux États-Unis qui comptaient alors 132 164 569 habitants.